# Prisca Thevenot
Pour les articles homonymes, voir Thevenot.
Prisca Thevenot , née Prisca Balasoobramanen le 1er mars 1985 à Strasbourg (Bas-Rhin), est une femme politique française.
Dans le gouvernement Gabriel Attal, elle est ministre déléguée auprès du Premier ministre, chargée du Renouveau démocratique, porte-parole du gouvernement, du 11 janvier 2024 au 21 septembre 2024,.
Elle est porte-parole de Renaissance de novembre 2020 à février 2022. Elle est élue conseillère régionale en 2021. Elle est élue députée de la 8e circonscription des Hauts-de-Seine lors des élections législatives de 2022. Du 20 juillet 2023 au 8 janvier 2024, elle est secrétaire d'État chargée de la Jeunesse et du Service national universel dans le gouvernement Élisabeth Borne.

## Biographie

### Famille et vie privée
Prisca Thevenot est née le 1er mars 1985 à Strasbourg de parents d'origine indo-mauricienne installés en France à la fin des années 1970 pour suivre des études universitaires. En 1987, la famille s'installe en Île-de-France. Prisca Thevenot effectue une classe préparatoire aux grandes écoles au lycée Saint-Louis-de-Gonzague et poursuit sa formation à l'EM Lyon Business School, dont elle est diplômée en 2009,.
Elle est mariée et mère de deux enfants,,.
Son mari est un banquier d'affaires travaillant pour le Crédit suisse et a notamment accepté un mandat de conseil en stratégie pour EDF qui l'a conduite à demander un déport sur les sujets concernant l'énergéticien en février 2023.

### Parcours politique
En 2016, elle adhère à En marche, parti tout juste lancé par Emmanuel Macron. En 2017, elle est investie par le parti aux élections législatives dans la quatrième circonscription de la Seine-Saint-Denis. Elle est battue au second tour par la députée PCF sortante Marie-George Buffet.
En novembre 2020, elle est désignée comme porte-parole de La République en marche avec Maud Bregeon. Elle est remplacée par Loïc Signor en février 2022.
En juin 2021, elle est élue conseillère régionale d'Île-de-France pour la Seine-Saint-Denis lors des élections régionales de 2021, sur la liste portée par Laurent Saint-Martin. Elle y est membre du groupe Majorité présidentielle (Renaissance), ainsi que de la commission permanente du conseil régional et de la commission Logement et Aménagement.
Parachutée, en tant que candidate dans la huitième circonscription des Hauts-de-Seine sous l'étiquette Ensemble, au détriment du député sortant LREM non investi Jacques Maire lors des élections législatives de 2022, elle arrive en tête au premier tour et est élue députée au second tour avec 65,75 % des voix, face à l'insoumise Annie Larroque Comoy qui représente la NUPES,. Elle devient membre de la commission des Affaires sociales de l'Assemblée nationale.
Lors du remaniement du gouvernement Élisabeth Borne du 20 juillet 2023, elle est nommée secrétaire d'État chargée de la Jeunesse et du Service national universel et laisse donc son siège de députée à sa suppléante Virginie Lanlo.
Lors de la formation du gouvernement Gabriel Attal du 11 janvier 2024, elle est nommée porte-parole du gouvernement,. À la suite de la dissolution de l'Assemblée nationale, elle est à nouveau candidate dans la huitième circonscription des Hauts-de-Seine sous l'étiquette Ensemble. Durant l’entre-deux tours, elle et son équipe sont agressées lors d’une opération de collage. Quatre personnes sont interpellées dont un majeur, les autres étant mineures. La classe politique lui apporte son soutien. Elle est réélue face à la candidate socialiste du Nouveau Front populaire puis devient membre, le 19 octobre 2024, de la commission des Affaires sociales.
Elle n'est pas reconduite dans le gouvernement Barnier et entre en octobre 2024 au conseil d'administration de Radio France.

### Accusations de direction toxique
Médiapart rapporte que, lors de la campagne des législatives 2017, Prisca Thévenot aurait eu une attitude détestable avec les militants impliqués. Le 12 avril 2024, trois membres de son cabinet démissionnent, après, selon France Info « de nombreux couacs de communication et des approximations de la part de la porte-parole » du gouvernement,. Le 26 avril 2024, trois autres membres de son cabinet démissionnent à leur tour. Le nombre de démissions s'élève à sept, si l'on ajoute celle d'Alexis Bétemps, non liée à la direction,, soit plus des deux tiers de son équipe.
Les anciens collaborateurs dénoncent un harcèlement moral, des humiliations répétées, un « chantage affectif » et une « violence verbale »,. 
Prévenu par plusieurs courriels depuis début avril 2024, le Premier ministre Gabriel Attal n'a malgré tout pas réagi publiquement.

## Résultats aux élections législatives
| Année | Parti                 | Parti       | Circonscription            | 1er tour | 1er tour | 1er tour | 2d tour | 2d tour | 2d tour |
| Année | Parti                 | Parti       | Circonscription            | Voix     | %        | Rang     | Voix    | %       | Issue   |
| ----- | --------------------- | ----------- | -------------------------- | -------- | -------- | -------- | ------- | ------- | ------- |
| 2017  |                       | LREM        | 4e de la Seine-Saint-Denis | 4 939    | 25,20    | 2e       | 6 723   | 40,38   | Battue  |
| 2022  | 8e des Hauts-de-Seine | LREM        | 15 547                     | 40,12    | 1re      | 23 431   | 65,75   | Élue    |         |
| 2024  |                       | Renaissance | 8e des Hauts-de-Seine      | 20 274   | 39,91    | 1re      | 27 453  | 62,44   | Élue    |